# Háíl
Háíl je město v severozápadní Saúdské Arábii. Leží severně od regionu Nadžd nedaleko Pohoří Shammar. Je hlavním městem provincie Háíl. V roce 2022 ve městě žilo přibližně 499 tisíc obyvatel.  
Kolem města se soustředí rozsáhlá zemědělská produkce; pěstují se zde obilniny, datle a různé druhy ovoce (zemědělství v oblasti se však neobejde bez zavlažování). V historii bylo město významné jako zastávka pro karavany, často cestující v souvislosti s poutí do Mekky. Kromě toho je město známé jako sídlo Rašídů. Město se nachází v nadmořské výšce přibližně 992 m n. m. v oblasti s teplým aridním podnebím. 